# Порт-Вінг (містечко, Вісконсин)
Порт-Вінг (англ. Port Wing) — місто (англ. town) в США, в окрузі Бейфілд штату Вісконсин. Населення — 389 осіб (2020).

## Демографія
Згідно з переписом 2010 року, у місті мешкало 368 осіб у 187 домогосподарствах у складі 116 родин. Було 365 помешкань
Расовий склад населення:
| - 96,2 % — білих - 1,6 % — корінних американців |

До двох чи більше рас належало 1,4 %. Частка іспаномовних становила 0,0 % від усіх жителів.
За віковим діапазоном населення розподілялося таким чином: 11,7 % — особи молодші 18 років, 61,7 % — особи у віці 18—64 років, 26,6 % — особи у віці 65 років та старші. Медіана віку мешканця становила 56,0 року. На 100 осіб жіночої статі у місті припадало 114,0 чоловіків;  на 100 жінок у віці від 18 років та старших — 112,4 чоловіків також старших 18 років.
Середній дохід на одне домашнє господарство  становив 54 471 долар США (медіана — 40 938), а середній дохід на одну сім'ю — 67 131 долар (медіана — 50 417). Медіана доходів становила 36 389 доларів для чоловіків та 26 000 доларів для жінок. За межею бідності перебувало 9,7 % осіб, у тому числі 6,9 % дітей у віці до 18 років та 8,6 % осіб у віці 65 років та старших.
Цивільне працевлаштоване населення становило 184 особи. Основні галузі зайнятості: освіта, охорона здоров'я та соціальна допомога — 25,0 %, сільське господарство, лісництво, риболовля — 14,7 %, мистецтво, розваги та відпочинок — 14,1 %.